# 長江村
長江村（英語：Cheung Kong Tsuen）是一條位於香港元朗區八鄉的鄉村。

## 行政區劃
長江村是新界小型屋宇政策下其中一條認可鄉村。

## 外部連結
- 居民代表選舉長江村（八鄉）的劃定現有鄉村範圍（2019－2022年）

22°26′42″N 114°04′24″E / 22.444896°N 114.073298°E